# Font de la Pelaia
La Font de la Pelaia és una font del terme municipal de Sarroca de Bellera (antic terme ribagorçà de Benés, del Pallars Jussà, dins del territori del poble de Sas.
Està situada a 1.520 m d'altitud, a l'extrem occidental del terme, al nord-nord-oest de Sas i al sud-oest del Port d'Erta, molt a prop del termenal amb el Pont de Suert (antic terme de Benés), a la dreta del riuet del Port d'Erta. El poble d'Erta queda a l'est-nord-est de la font.